# Tipula mystica
Tipula mystica är en tvåvingeart som först beskrevs av Cederhielm 1798.  Tipula mystica ingår i släktet Tipula och familjen fjädermyggor. Inga underarter finns listade i Catalogue of Life.